# Бун (тауншип, Миннесота)
Бун (англ. Boone) — тауншип в округе Лейк-оф-Вудс, Миннесота, США. На 2000 год его население составило 58 человек.

## География
По данным Бюро переписи населения США площадь тауншипа составляет 92,6 км², из которых 92,6 км² занимает суша, водоёмов нет.

## Демография
По данным переписи населения 2000 года здесь находились 58 человек, 20 домохозяйств и 16 семей. Плотность населения — 0,6 чел./км². На территории тауншипа расположено 28 построек со средней плотностью 0,3 построек на один квадратный километр. Расовый состав населения: 93,10 % белых, 1,72 % афроамериканцев, 1,72 % коренных американцев и 3,45 % приходится на две или более других рас.
Из 20 домохозяйств в 35,0 % воспитывались дети до 18 лет, в 80,0 % проживали супружеские пары и в 20,0 % домохозяйств проживали несемейные люди. 5,0 % домохозяйств состояли из одного человека, при том ни в одном из них не проживали одинокие пожилые люди старше 65 лет. Средний размер домохозяйства — 2,90, а семьи — 3,13 человека.
22,4 % населения — младше 18 лет, 15,5 % — в возрасте от 18 до 24 лет, 27,6 % — от 25 до 44, 25,9 % — от 45 до 64, и 8,6 % — старше 65 лет. Средний возраст — 40 лет. На каждые 100 женщин приходилось 100,0 мужчин. На каждые 100 женщин старше 18 приходилось 125,0 мужчин.
Средний годовой доход домохозяйства составлял 60 714 долларов, а средний годовой доход семьи — 62 143 доллара. Средний доход мужчин — 30 208 долларов, в то время как у женщин — 26 250. Доход на душу населения составил 21 679 долларов. За чертой бедности не находились ни одна семья и ни один человек.